# Mr. Bad Guy
Pour les articles homonymes, voir Bad Guy.
Albums de Freddie Mercury
Barcelona
(1988)
Singles
1. I Was Born to Love You
Sortie : 9 avril 1985
2. Made In Heaven
Sortie : 1er juillet 1985
3. Living on My Own
Sortie : 2 septembre 1985
4. Love Me Like There's No Tomorrow
Sortie : 18 novembre 1985

Mr. Bad Guy est le premier album solo de Freddie Mercury, chanteur du groupe britannique Queen. Il est sorti en 1985, pendant une période où Queen avait choisi d'être inactif pour laisser chacun de ses membres travailler à ses projets solos. Malgré une 6e place dans les charts britanniques et un disque d'or, l'album rencontre un échec commercial,, notamment aux États-Unis.
Living On My Own est sorti à nouveau en 1993 sous la forme d'un remix (sept remixes ont été faits par les No More Brothers), alors que deux chansons, I Was Born To Love You et Made in Heaven ont été retravaillées par les membres survivants de Queen après le décès de Mercury pour être intégrées dans l'album Made In Heaven sorti en 1995. À l'origine, l'album aurait dû s'appeler Made in Heaven
.

## Titres de l’album
Toutes les chansons ont été écrites par Freddie Mercury.
1. Let's Turn It On – 3:42
2. Made in Heaven – 4:05
3. I Was Born to Love You – 3:38
4. Foolin' Around  – 3:29
5. Your Kind Of Lover – 3:32
6. Mr. Bad Guy – 4:09
7. Man Made Paradise – 4:08
8. There Must Be More To Life Than This – 3:00
9. Living on My Own – 3:23
10. My Love Is Dangerous – 3:42
11. Love Me Like There's No Tomorrow – 3:46

Bonus sur le CD :
1. Let's Turn It On (Extended Version) - 5:07
2. I Was Born To Love You (Extended Version) - 7:03
3. Living On My Own (Extended Version) - 6:39

## Personnel
- Freddie Mercury – chant, piano, synthétiseur
- Fred Mandel – piano, synthétiseur, guitare
- Paul Vincent – guitare
- Curt Cress – drums
- Stephan Wissnet – basse
- Jo Burt – basse sur Man Made Paradise
- Rainer Pietsch – arrangement sur Mr. Bad Guy
- Reinhold Mack et Stephan Wissnet – programmation percussions
- Reinhold Mack, assisté par Stephan Wissnet – ingénieur du son
- The Artful Dodger – artwork
- A. Sawa – photographies

## Classements
| Classement (1985)             | Meilleure place | Semaines |
| ----------------------------- | --------------- | -------- |
| Allemagne (Media Control AG)  | 11              | 21       |
| Australie (Kent Music Report) | 38              | 10       |
| Autriche (Ö3 Austria Top 40)  | 23              | 4        |
| États-Unis (Billboard 200)    | 159             | 6        |
| Japon (Oricon)                | 20              | 21       |
| Norvège (VG-lista)            | 13              | 7        |
| Pays-Bas (Mega Album Top 100) | 17              | 4        |
| Royaume-Uni (UK Albums Chart) | 6               | 23       |
| Suède (Sverigetopplistan)     | 20              | 3        |
| Suisse (Schweizer Hitparade)  | 14              | 6        |

## Certification
| Région                                                                                                 | Certification | Ventes/Streams |
| --- | ------------- | -------------- |
| Royaume-Uni (BPI)                                                                                      | Or            | 100 000^       |
| *Ventes selon la certification ^Mise en rayon selon la certification xNon précisé par la certification |               |                |

## Contributions des autres membres de Queen
Dans une entrée de son blog datée du 13 juillet 2000, Brian May déclare que Freddie Mercury a reçu la contribution des trois autres membres de Queen sur plusieurs chansons, et ce bien que la pochette de l'album déclare en substance que Mercury « remercie les autres membres d'être restés à l'écart du projet ».